# Szekszárd (distrikt)
Szekszárd är ett distrikt i Ungern. Det ligger i provinsen Tolna, i den sydvästra delen av landet, 130 km söder om huvudstaden Budapest.